# Скоти Нгуен
Скоти Нгуен е професионален покер играч от Виетнам.

## Биография
Роден във Виетнам през 1962 година. Емигрира със семейството си в САЩ През 1976 г. и започва да учи там. Още в училище проявява интерес към покера и игрите с карти, като кара баща си да го учи. На 21 г. печели първите си $150 от стъд покер, като играе на лимит $3–$6.

## Успехи
| Година | Турнир                                      | Награда (US$) |
| ------ | ------------------------------------------- | ------------- |
| 1997   | $2000 Omaha 8 / Hi                          | $156 959      |
| 1998   | $10 000 No Limit Hold'em World Championship | $1 000 000    |
| 2001   | $2500 Pot Limit Omaha                       | $178 480      |
| 2001   | $5000 Omaha Hi-Lo Split Eight or Better     | $287 580      |
| 2008   | $50 000 H.O.R.S.E. World Championship       | $1 989 120    |